# Cris Collinsworth
Pour les articles homonymes, voir Collinsworth.
(en) Statistiques sur pro-football-reference
Anthony Cris Collinsworth (né le 27 janvier 1959) est un joueur américain de football américain évoluant au poste de wide receiver pour les Bengals de Cincinnati entre 1981 et 1988. 
Lors du Super Bowl XVI, Collinsworth complète quatre passes pour 107 yards mais commet un fumble alors qu'il est plaqué par le défenseurs des 49ers de San Francisco Eric Wright.
Après la fin de sa carrière sportive, il devient journaliste et commentateur sportif pour NBC Sports, Showtime et NFL Network. Il est l'un des plus importants commentateurs sportifs américain et suit plusieurs Jeux olympiques. Collinsworth remporte 15 récompenses Emmy liées au sport. Il est le propriétaire de l'entreprise Pro Football Focus, spécialisée dans les statistiques sportives.